# Les Molunes
Les Molunes è un comune francese di 148 abitanti situato nel dipartimento del Giura nella regione della Borgogna-Franca Contea. Il suo territorio è bagnato dal fiume Valserine.

## Società

### Evoluzione demografica
Abitanti censiti